# Scott Weinger
Scott Eric Weinger, född 5 oktober 1975 på Manhattan i New York, är en amerikansk skådespelare och manusförfattare.
Han är mest känd för sitt röstskådespel i Walt Disneys Aladdin där han gjorde Aladdins röst.
Han medverkade också i de sista säsongerna av Huset fullt där han spelade DJ:s (Donna Jo) pojkvän Steve Hale. Han medverkar även i nyproduktionen av Huset fullt, Huset fullt – igen, där han återigen spelar Steve Hale.